# Констанца Кацкова
Констанца или Константина Бочкарова, по мъж Кацкова, е българска общественичка от Македония.

## Биография
Родена е в 1894 година в Охрид, тогава в Османската империя. Завършва с двадести випуск българската девическа гимназия в Солун в 1911 година. След това завършва право в София. В 1921 година заминава за Свободна България и се установява в Кърджали. Там Кацкова развива широка благотворителна дейност и взима активно частие в обществения живот на македонските българи. В 1924 година участва в основаването и е първа председателка на Женското македонско благотворително дружество „Свето Благовещение“. Дружеството развива активна културна и благотворителна дейност и има за цел да съдейства за културно-просветното издигане на жената-македонка в България, подпомагане на бедни и болни членове, търсене на работа и други.
Неин съпруг е българският революционер и политик Лев Кацков.